# Myuchelys georgesi
Myuchelys georgesi е вид влечуго от семейство Chelidae.

## Разпространение
Видът е ендемичен за Австралия. По-рядко се среща и в Нов Южен Уелс.